# Ermal Meta
Ermal Meta (født 20. april 1981) er en albansk-født italiensk sanger og sangskriver, som repræsenterede Italien sammen med Fabrizio Moro ved Eurovision Song Contest 2018 med sangen "Non mi avete fatto niente". De opnåede en 5. plads i finalen.

## Tidlige liv
Ermal Meta er født i Fier, Albanien.
Som 5-årig begyndte han at søge tilflugt og inspiration i musikken.
Som 13-årig flyttede han med sin mor, søster og bror til Bari i det sydlige Italien. De blevet taget godt imod og Ermal lærte at spille både klaver og guitar.

## Musik karriere
Ermal Meta startede sin musikkarriere som guitarist i det italienske band Ameba4, og spillede med dem til Sanremo i 2006, med sangen “Rido...forse mi sbaglio”.
I 2007 blev Ermal frontsanger og hoved-sangskriver for bandet La Fame di Camilla. Deres selvbetitlede debutalbum blev udgivet i 2009 af Universal Music. Senere udgav bandet albummet Buio e luce, og de deltog som en del af ‘nye artister’ kategorien til Sanremo 2010. Bandet gik i opløsning i 2013.

## Solokarriere
Inden Ermal Meta startede sin solokarriere skrev han sange for andre italienske sangere, bl.a. Marco Mengoni, Emma, Chiara, Annalisa, Patty Pravo og Lorenzo Fragola.
I juli 2013 var han på Patty Pravoks sang “Non mi interessa", og i 2014 lavede han sangen, “Tutto si muove“ til den italienske tv-serie ‘Braccialetti rossi’. To år efter udgav han sit første soloalbum.
Ermal Meta har udgivet tre soloalbums: Umano (2016) med 9 sange, Vietato Morire (2017) med 18 sange og Non Abbiamo Armi (2018) med 12 sange.

## Sanremo-festivalen
I 2016 deltog han, for første gang som solo i Sanremo-festivalen, med sangen “Odio le favole" og endte på tredje plads. I 2017 deltog han igen i Sanremo, men denne gang som en del af ‘Store Artister’ kategorien. Det var med sangen “Vietato Morire”, og han fik igen en tredje plads.
I 2018 deltog han for tredje år i træk, denne gang sammen med Fabrizio Moro, som han havde mødt til det forrige Sanremo, og sammen vandt de med sangen “Non mi avete fatto niente”, som er på Ermals album fra 2018 Non Abbiamo Armi.

## Priser m.m.
Ermal Meta vundet flere musik priser, deriblandt ‘Bedste Cover Optræden’ i 2017 for coveret på Domenico Modugnos sang "Amara terra mia”, som han sang på tredje dagen af det års Sanremo. Samme år modtog han også Mia Martini Critics-pris.
I marts 2017 blev Ermal Meta valgt som dommer i den 16. sæson af det italienske talent show ‘Amici di Maria De Filippi’.

## Melodi Grand Prix
I 2018 repræsenterede Ermal Meta, sammen med Fabrizio Moro, Italien til Eurovision Song Contest i Lisabon, Portugal. De stillede op med deres vindersang fra ‘Store Artister’ kategorien på Sanremo samme år, “Non Mi Avete Fatto Niente”. Sangen handler om at finde og fastholde kærligheden og troen i en verden fyldt af terror, den blev fremført på italiensk, men under deres optræden blev slagord fra sangen vist på skærmen i forskellige sprog. I finalen, lørdag d. 12. maj, kom de på en samlet 5. plads.